# Jake Kasdan
Jake Kasdan, nascido Jacob Kasdan (Detroit, 28 de outubro de 1974) é um diretor de cinema norte-americano. Filho do também diretor Lawrence Kasdan, é casado com a cantora e compositora Inara George. Quando criança atuou em três filmes do pai, The Big Chill, Silverado e The Accidental Tourist.

## Filmografia
- 2024 - Red One
- 2019 - Jumanji: The Next Level
- 2017 - Jumanji: Welcome to the Jungle
- 2014 - Sex Tape
- 2011 - Bad Teacher
- 2007 - Walk Hard: The Dewey Cox Story
- 2006 - The TV Set
- 2002 - Orange County
- 1998 - Zero Effect